# Europees kampioenschap voetbal 2012 (Groep D) Oekraïne - Zweden
Dit artikel gaat over de wedstrijd in de groepsfase in groep D tussen Oekraïne en Zweden die gespeeld zal worden op 11 juni 2012 tijdens het Europees kampioenschap voetbal 2012.
Het is de achtste wedstrijd van het toernooi en wordt gespeeld in het NSK Olimpiejsky in Kiev.

## Voorafgaand aan de wedstrijd
- Op de FIFA-wereldranglijst van mei 2012 stond Oekraïne op de 50e plaats, Zweden op de 17e plaats.[1]
- Sinds het een onafhankelijk land is geworden in 1991, is dit voor Oekraïne de eerste wedstrijd op een continentaal eindtoernooi. Het land wist zich wel één keer eerder te kwalificeren voor de mondiale eindstrijd. In 2006 overleefde de ploeg een poule met Spanje (4-0 verlies), Tunesië (1-0-overwinning) en Saoedi-Arabië (4-0-overwinning). In de achtste finale was het na 120 minuten nog 0-0 tegen Zwitserland, maar slechts zeven strafschoppen waren nodig om de wedstrijd in het voordeel van Oekraïne te beslissen. In de kwartfinale werd verloren van de latere wereldkampioen Italië, die in de achtste finale een strafschop in de 95e minuut nodig hadden om het Australië van Guus Hiddink te verslaan.

## Wedstrijdgegevens

De basisopstellingen van beide landen

| Datum                | 11 juni 2012               | 11 juni 2012               |
| Wedstrijdnummer      | 8                          | 8                          |
| Stadion              | NSK Olimpiejsky, Kiev      | NSK Olimpiejsky, Kiev      |
| Toeschouwers         | 64.290                     | 64.290                     |
| Scheidsrechter       | Cüneyt Çakır               | Cüneyt Çakır               |
| Assistenten          | Bahattin Duran Tarık Ongun | Bahattin Duran Tarık Ongun |
| Vierde man           | Marcin Borski              | Marcin Borski              |
| Man van de wedstrijd | Andrij Sjevtsjenko         | Andrij Sjevtsjenko         |
|                      | Oekraïne                   | Zweden                     |
| Doelpunten           | 2                          | 1                          |
| Gele kaarten         | 0                          | 2                          |
| Rode kaarten         | 0                          | 0                          |
| Wissels              | 3                          | 3                          |
| Schoten op doel      | 4                          | 5                          |
| Schoten naast doel   | 9                          | 5                          |
| Overtredingen        | 9                          | 15                         |
| Hoekschoppen         | 3                          | 2                          |
| Buitenspel           | 2                          | 1                          |
| Vrije trappen        | 21                         | 14                         |
| Balbezit (tijd)      | 0                          | 0                          |
| Balbezit (%)         | 56                         | 44                         |

| Oekraïne | 2 – 1           | Zweden |
| Andrij Sjevtsjenko (Andriy Yarmolenko) 55' Andrij Sjevtsjenko (Jevhen Konopljanka) 62' | goals (assists) | 52' Zlatan Ibrahimović (Kim Källström) |
| Oleh Blochin | bondscoach      | Erik Hamrén |
| Andrij Pjatov Yevhen Selin Taras Michalik Jevhen Chatsjeridi Oleg Goesjev Jevhen Konopljanka 90+2' Serhij Nazarenko Anatoli Tymosjtsjoek ( 82') Andriy Yarmolenko Andrij Sjevtsjenko 82' Andrij Voronin 85' | opstellingen    | Andreas Isaksson Martin Olsson Andreas Granqvist Olof Mellberg Mikael Lustig 64' Ola Toivonen Kim Källström Rasmus Elm 68' Sebastian Larsson 71' Markus Rosenberg Zlatan Ibrahimović |
| Artem Milevsky 82' Roeslan Rotan 85' Marko Dević 90+2' | wissels         | 64' Anders Svensson 68' Christian Wilhelmsson 71' Johan Elmander |
| | gele kaarten    | 11' Kim Källström 83' Rasmus Elm |
| | rode kaarten    | |

## Wedstrijden
| Groepswedstrijden | | | |
| Groep A | Groep B | Groep C                                                                                               | Groep D |
| Polen - Griekenland Rusland - Tsjechië Griekenland - Tsjechië Polen - Rusland Tsjechië - Polen Griekenland - Rusland | Nederland - Denemarken Duitsland - Portugal Denemarken - Portugal Nederland - Duitsland Portugal - Nederland Denemarken - Duitsland | Spanje - Italië Ierland - Kroatië Italië - Kroatië Spanje - Ierland Kroatië - Spanje Italië - Ierland | Frankrijk - Engeland Oekraïne - Zweden Oekraïne - Frankrijk Zweden - Engeland Engeland - Oekraïne Zweden - Frankrijk |
| Kwartfinales | | | |
| Tsjechië - Portugal                                                                                                  | Duitsland - Griekenland | Spanje - Frankrijk                                                                                    | Engeland - Italië |
| Halve finales | | | |
| ‎Portugal - Spanje | ‎Portugal - Spanje | Duitsland - Italië                                                                                    | Duitsland - Italië                                                                                                   |
| Finale | | | |
| Spanje - Italië | | | |